# Euselasia utica
Euselasia utica is een vlindersoort uit de familie van de prachtvlinders (Riodinidae), onderfamilie Euselasiinae.
Euselasia utica werd in 1855 beschreven door Hewitson.